# Yule Ritual
Yule Ritual è l'ottavo album live della space rock band britannica Hawkwind, registrato nel 2000 e pubblicato l'anno successivo.

## Tracce

### Disco Uno
1. Electronic Intro – 4:27 –  (Hawkwind)
2. Levitation – 8:47 –  (Brock)
3. Spacebrock – 6:08 –  (Brock)
4. Space Is Deep – 5:45 –  (Brock)
5. Flying Doctor – 5:04 –  (Calvert/Brock)
6. Warrior at the Edge of Time – 4:14 –  (Moorcock/House/King/Powell)
7. Angels of Death – 6:36 –  (Brock)
8. High Rise – 5:07 –  (Calvert/House)
9. Damage of Life – 6:39 –  (Brock)

### Disco Due
1. Lighthouse – 7:54 –  (Blake)
2. Sonic Attack – 5:56 –  (Moorcock/Bainbridge/Brock/Lloyd-Langton)
3. Free Fall – 6:32 –  (Calvert/Bainbridge)
4. Motorway City – 6:13 –  (Brock)
5. Hurry on Sundown – 3:43 –  (Brock)
6. Spirit of the Age – 7:06 –  (Calvert/Brock)
7. Assassins Of Allah – 8:58 –  (Brock/Calvert/Rudolph)

## Formazione
- Ron Tree - voce
- Captain Rizz - voce in Assassins Of Allah
- Michael Moorcock - voce in Warrior at the Edge of Time e Sonic Attack
- Dave Brock - chitarra, tastiere, voce
- Alan Davey - basso, voce
- Richard Chadwick - batteria
- Simon House - violino
- Tim Blake - sintetizzatore, voce,
- Jerry Richards - chitarra